# Charlie Chan in Rio
Charlie Chan in Rio (bra: Charlie Chan no Rio) é um filme estadunidense de 1941, dos gêneros mistério e policial, dirigido por Harry Lachman, com roteiro de Samuel G. Engel e Lester Ziffren baseado em personagens criados por Earl Derr Biggers.
É o décimo filme para caracterizar Sidney Toler como o personagem-título, que é chamado para investigar a morte de um suspeito de assassinato no Rio de Janeiro, Brasil.

## Elenco
- Sidney Toler como Charlie Chan
- Victor Sen Yung como Jimmy Chan
- Harold Huber como Chefe Souto
- Iris Wong como Lili Wong
- Kay Linaker como Helen Ashby / Barbara Cardozo
- Ted North como Carlos Dantas
- Victor Jory como Marana / Alfredo Cardozo
- Leslie Denison como Rice
- Hamilton MacFadden como Bill Kellogg
- Jacqueline Dalya como Lola Dean / Lola Wagner
- Truman Bradley como Paul Wagner
- Eugene Borden como Armando
- Mary Beth Hughes como Joan Reynolds
- Cobina Wright como Grace Ellis
- Richard Derr como Ken Reynolds
- Ann Codee como Margo